# تعتيق اللحوم

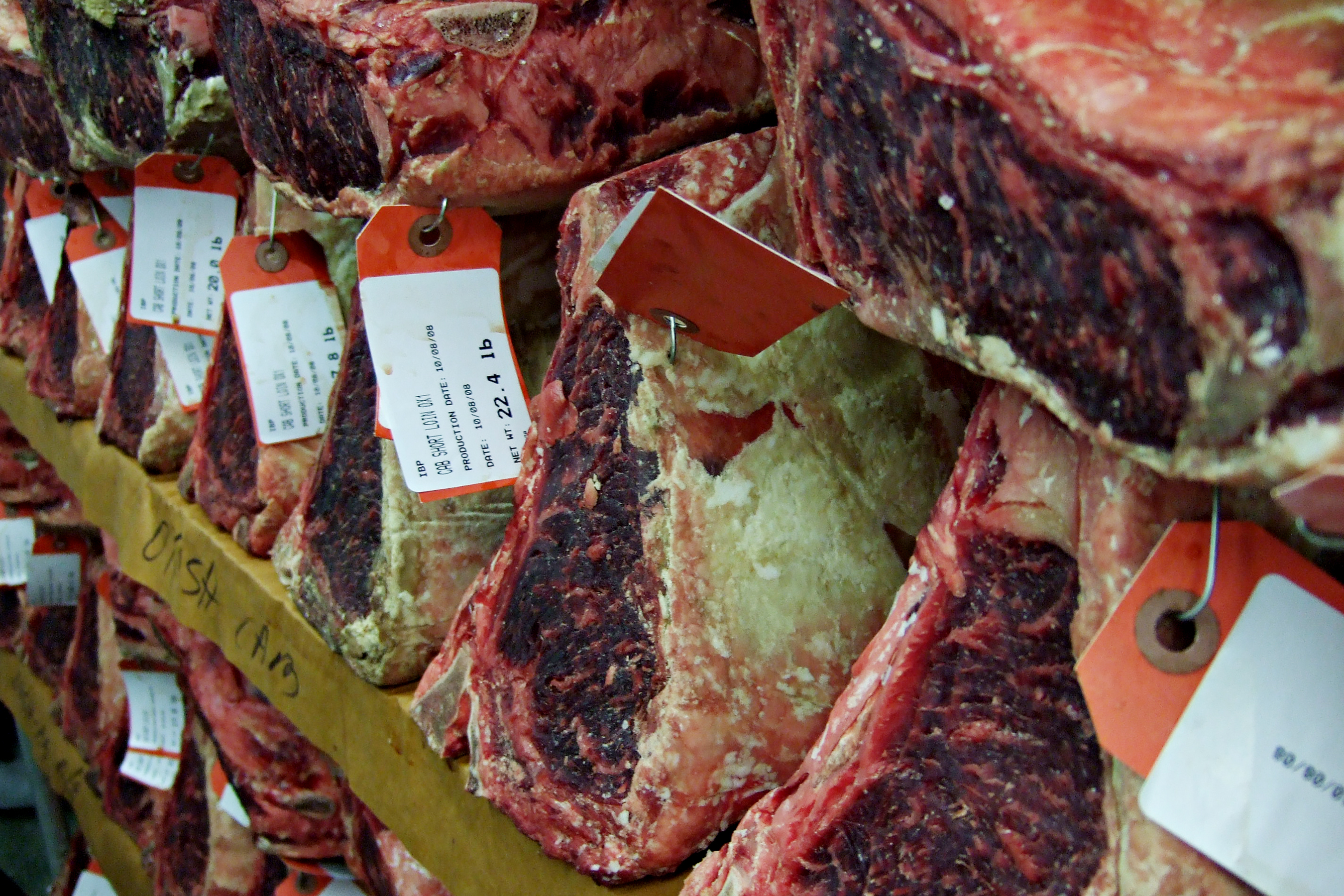

تسمى التعتيق أو التسوية يعتبر التعتيق أحد طرق تليين اللحوم يقصد به حفظ اللحوم فترة وهذا يساعد على ليونة الألياف بفعل بعض الأنزيمات المحللة للبروتين, وتزيد نسبة الحموضة باللحم فيكتسب نكهة أفضل وينضج في وقت قصير.

## كيفية تعتيق اللحوم
تحفظ اللحوم في الثلاجة عند درجة حرارة 4:5 درجة مئوية لمدة 3 أو 4 أيام حيث يحدث تحلل جزئي للالياف البروتينية مما يسهل عملية تقطيع اللحوم إلى شرائح